# Exel (zespół muzyczny)
Exel – polski zespół muzyczny, wykonujący disco polo, istniejący w latach 1995-1999.

## Historia zespołu
Zespół Exel powstał na początku 1995 roku z inicjatywy Artura Maciejewskiego, Dariusza Mecheckiego i Piotra Strycharskiego.
W swojej dyskografii ma tylko 1 album i liczne przeboje, w tym m.in.: „Nasze niebo”, „Skibi dibi”, „Impreza”, „Kochaj i całuj”, „Dwie historie” czy „Jeśli tylko chcesz”. Zespół nagrał także piosenkę razem z zespołem BFC pt. „Co ty na to”.
Pod koniec 1999 roku Exel zakończył karierę po 4 latach.

## Dyskografia

### Albumy
| Tytuł       | Rok  | Certyfikat | Sprzedaż |
| ----------- | ---- | ---------- | -------- |
| Nasze niebo | 1998 |            |          |